# Percy Tamm

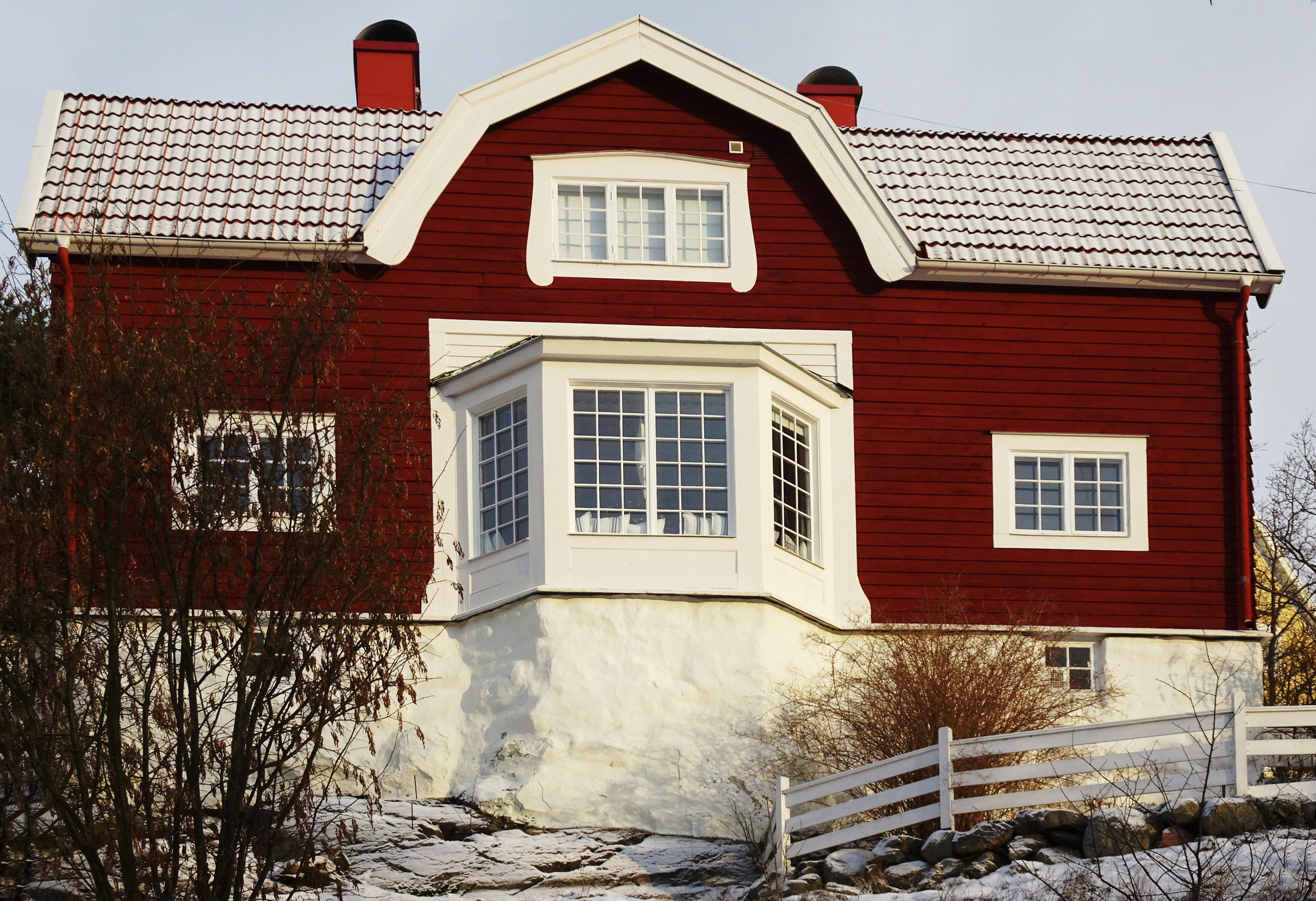
Tammska villan i Saltsjöbaden.

Carl Percival (Percy) Hugosson Tamm, född 16 februari 1878 i Jakobs församling, Stockholm, död 22 juli 1963 i Högalids församling, Stockholm, var en svensk ingenjör.

## Biografi
Tamm var son till brukspatron Hugo Tamm och friherrinnan Thérèse af Ugglas. Han blev elev vid Chalmers tekniska läroanstalts avdelning för elektroteknik 1895 och avlade avgångsexamen 1899. Han studerade vid The Pender Electrical Laboratory vid University College London 1900 och anställdes samma år vid ASEA i Västerås, vid dess filial i Stockholm 1901 och blev e.o. tjänsteman i Patent- och registreringsverket samma år. Han var innehavare av en stuckaffär i Stockholm, under firma Percy H:sson Tamm, från 1902, verkställande direktör för AB Beton i Stockholm från 1904 och för AB Stuck i Stockholm från 1907.
Tamm grundade förstaden Midsommarkransen 1907 och var verkställande direktör i AB Södra Förstadsbanan 1912–20. Han var fastighetsägare samt styrelseledamot och senare ordförande i Stockholms Fastighetsägareförening 1918–36 samt ordförande i styrelsen för Stensholms Fabriks AB.